# Rock’n’Roll Palace Tour
Rock’n’Roll Palace Tour – trasa koncertowa polskiej piosenkarki Dody. Rozpoczęła się 30 kwietnia 2010, a zakończyła 31 marca 2011. W jej ramach odbyło się 71 koncertów, w większości na terenie Polski (2 w Niemczech). Doda wykonywała w ich trakcie kilkanaście utworów, w tym pochodzących z albumów zespołu Virgin i jej solowego Diamond Bitch (2007) oraz covery.
Koncerty, z wykorzystaniem ekranu LED i różnych rekwizytów, odbywały się na dużej scenie przypominającej pałac. Budżet trasy oszacowano na ok. milion złotych. Trasa składała się głównie z koncertów plenerowych, na których widownia składała się z kilkunastu tysięcy osób, choć niektóre odbywały się w halach i klubach.
Trasa spotkała się z mieszanymi recenzjami, często wywołując kontrowersje. Polityk Ryszard Nowak niejednokrotnie bojkotował koncerty, bezskutecznie próbując doprowadzić do ich odwołania. Doda zapowiedziała wydanie albumu koncertowego zawierającego zapis jednego z koncertów z tej trasy. Nie doszło jednak do realizacji tego projektu.

## Geneza i odbycie
Na początku kwietnia 2010 na oficjalnej stronie internetowej Dody pojawiło się oświadczenie dotyczące trasy. W wiadomości zapowiedziano: „Jak sama nazwa wskazuje, na czas koncertu, Doda przeniesie Was do swojego magicznego pałacu. Gigantyczny ekran ledowy, kilkupoziomowa scena przypominająca pałac i inne niespodzianki (które, jak do tej pory, serwowały tylko największe zachodnie gwiazdy muzyczne) pomogą Wam w trakcie koncertu znaleźć się w magicznej, odrealnionej krainie królowej Dody. Tam niemożliwe stanie się możliwe”. Przed rozpoczęciem tournée, na oficjalnym kanale Dody w serwisie YouTube pojawiło się wideo będące zapowiedzią trasy, używane w trakcie koncertów jako wstęp wideo.
Pierwszy koncert miał odbyć się 15 kwietnia w Toruniu, jednak z powodu żałoby po katastrofie polskiego samolotu wojskowego Tu-154 w Smoleńsku został on przesunięty na 30 kwietnia (datę tę uznaje się za inaugurację trasy). Pod koniec maja odbyły się dwa koncerty na niemieckim porcie lotniczym Weeze, które jako jedyne są zagranicznymi w ramach tej trasy. Koncert zamykający tournée odbył się 31 marca 2011 w ramach gali Plotki roku.
Początkowo zakończenie trasy planowano na wrzesień 2010, by później Doda wyruszyła w tournée promujące jej drugi solowy album 7 pokus głównych, jednak choroba Adama „Nergala” Darskiego, narzeczonego Dody, poskutkowała przesunięciem się daty premiery albumu i przedłużeniem trasy Rock’n’Roll Palace Tour do wiosny 2011.

## Lista utworów
1. Intro (wstęp wideo)
2. „Boys (Summertime Love)” (cover Sabriny)
3. „Prowokacja”
4. „Mam tylko Ciebie”
5. „Diamond Bitch”
6. „2 bajki”
7. „Ain’t Talkin’ ’bout Love” (cover Van Halen)
8. „Znak pokoju”
9. „Katharsis”
10. „Szansa”
11. „Dżaga”
12. „Nie ma wody na pustyni” (cover Bajm)
13. „What’s Up?” (cover 4 Non Blondes)
14. „Nie daj się”
15. „Dziękuję”
16. „Venus” (cover Bananarama)
17. „Bad Girls” (wersja polskojęzyczna) (dodane 15 lipca 2010)

## Lista koncertów
| Data                    | Miasto              | Państwo | Miejsce                                               |
| ----------------------- | ------------------- | ------- | ----------------------------------------------------- |
| 30 kwietnia 2010        | Toruń               | Polska  | ul. Panny Marii                                       |
| 12 maja 2010            | Warszawa            | Polska  | Klub Mirage, Plac Defilad 1                           |
| 14 maja 2010[A]         | Białystok           | Polska  | Kampus Politechniki Białostockiej                     |
| 21 maja 2010            | Warszawa            | Polska  | Hotel Hilton, ul. Grzybowska                          |
| 22 maja 2010            | Weeze               | Niemcy  | Port lotniczy Weeze                                   |
| 23 maja 2010            | Weeze               | Niemcy  | Port lotniczy Weeze                                   |
| 27 maja 2010            | Rawa Mazowiecka     | Polska  | Hotel OSSA                                            |
| 29 maja 2010            | Dzierżoniów         | Polska  | Stadion Miejski, ul. Wrocławska                       |
| 4 czerwca 2010          | Police              | Polska  | Plac przy Szkole Podstawowej nr 8, ul. Piaskowa       |
| 5 czerwca 2010          | Myślibórz           | Polska  | Stadion Sportowy, ul. 11 Listopada                    |
| 6 czerwca 2010          | Turek               | Polska  | Ośrodek Sportu i Rekreacji                            |
| 12 czerwca 2010         | Zdzieszowice        | Polska  | Park Miejski – Amfiteatr                              |
| 18 czerwca 2010         | Polkowice           | Polska  | Polkowickie Centrum Piknikowe, ul. 3 Maja             |
| 19 czerwca 2010         | Milicz              | Polska  | Plac przy ul. Piłsudskiego 2                          |
| 20 czerwca 2010         | Świebodzin          | Polska  | Plac przy ul. Konarskiego                             |
| 23 czerwca 2010         | Tomaszów Lubelski   | Polska  | Stadion OSiR „Tomasovia”, ul. Aleja Sportowa 8        |
| 25 czerwca 2010         | Kluczbork           | Polska  | Błonia, ul. Paderewskiego                             |
| 26 czerwca 2010         | Kolbudy             | Polska  | Boisko piłkarskie „Kolbudy”, ul. Polna 55             |
| 27 czerwca 2010         | Lubin               | Polska  | Błonia, ul.                                           |
| 2 lipca 2010            | Kołobrzeg           | Polska  | Amfiteatr, ul. Aleksandra Fredry                      |
| 4 lipca 2010            | Międzyzdroje        | Polska  | Amfiteatr, ul. Bohaterów Warszawy                     |
| 10 lipca 2010           | Małomice            | Polska  | Ośrodek Sportów Wodnych, ul. Marii Skłodowskiej–Curie |
| 15 lipca 2010           | Czeladź             | Polska  | M1, ul. Będzińska                                     |
| 6 sierpnia 2010         | Karpacz             | Polska  | Stadion                                               |
| 7 sierpnia 2010         | Szymocice           | Polska  | Stadion                                               |
| 8 sierpnia 2010         | Głubczyce           | Polska  | Stadion                                               |
| 13 sierpnia 2010        | Międzyzdroje        | Polska  | Amfiteatr                                             |
| 14 sierpnia 2010        | Rewal               | Polska  | Amfiteatr                                             |
| 15 sierpnia 2010        | Kołobrzeg           | Polska  | Amfiteatr                                             |
| 21 sierpnia 2010        | Września            | Polska  | Rynek Główny                                          |
| 21 sierpnia 2010        | Kraśnik             | Polska  | ul. Festiwalowa                                       |
| 28 sierpnia 2010        | Kozienice           | Polska  | ul. Bohaterów Studzianek 30                           |
| 29 sierpnia 2010        | Łukowa              | Polska  | Stadion Sportowy                                      |
| 4 września 2010         | Międzyrzec Podlaski | Polska  | Stadion Miejski, ul. Pszenna                          |
| 10 września 2010[B]     | Opole               | Polska  | Kampus Politechniki Opolskiej                         |
| 16 września 2010        | Szczecin            | Polska  | Amfiteatr, Teatr Letni im. Heleny Majdaniec           |
| 18 września 2010        | Ślemień             | Polska  | Boisko LKS „Smrek”                                    |
| 25 września 2010        | Kielce              | Polska  | Kadzielnia, Amfiteatr                                 |
| 29 września 2010        | Mikołajki           | Polska  | Hotel Gołębiewski                                     |
| 16 października 2010    | Czarny Dunajec      | Polska  | Dyskoteka „Dragon”, ul. Kolejowa                      |
| 23 października 2010[C] | Warszawa            | Polska  | Teatr Narodowy                                        |
| 29 października 2010    | Olsztyn             | Polska  | Hala Urania, ul. Piłsudskiego 44                      |
| 19 listopada 2010       | Grudziądz           | Polska  | Hala Osiedle Lotnisko, ul. Nauczycielska 19           |
| 20 listopada 2010       | Przęsławice         | Polska  | Klub „Panorama”                                       |
| 26 listopada 2010       | Zgorzelec           | Polska  | Hala, Centrum Sportowe                                |
| 27 listopada 2010       | Kołobrzeg           | Polska  | bd.                                                   |
| 4 grudnia 2010[D]       | Wrocław             | Polska  | Rynek we Wrocławiu                                    |
| 5 grudnia 2010          | Gdańsk/Sopot        | Polska  | Ergo Arena                                            |
| 10 grudnia 2010         | Warszawa            | Polska  | Klub Palladium                                        |
| 31 grudnia 2010[E]      | Warszawa            | Polska  | Plac Konstytucji                                      |
| 7 stycznia 2011         | Warszawa            | Polska  | Klub Show                                             |
| 17 stycznia 2011        | Warszawa            | Polska  | Klub LOFT                                             |
| 22 stycznia 2011        | Warszawa            | Polska  | Teatr Polski                                          |
| 28 stycznia 2011        | Rzeszów             | Polska  | Klub muzyczny LIVE                                    |
| 12 lutego 2011          | Starogard Gdański   | Polska  | bd.                                                   |
| 16 lutego 2011          | Szczyrk             | Polska  | Hotel Orle Gniazdo                                    |
| 18 lutego 2011          | Szczyrk             | Polska  | Hotel Orle Gniazdo                                    |
| 24 lutego 2011[F]       | Warszawa            | Polska  | Hala Expo XXI                                         |
| 26 lutego 2011          | Kraków              | Polska  | Klub Celebrities, ul. Mikołajska 11                   |
| 4 marca 2011            | Rawa Mazowiecka     | Polska  | Hotel OSSA                                            |
| 11 marca 2011           | Karpacz             | Polska  | Hotel GOŁEBIEWSKI                                     |
| 19 marca 2011           | Rawa Mazowiecka     | Polska  | Hotel OSSA                                            |
| 31 marca 2011[G]        | Warszawa            | Polska  | Teatr IMKA                                            |

Źródło:
- A^ Jako część Juwenalii
- B^ XLVII Krajowy Festiwal Piosenki Polskiej w Opolu
- C^ Gala z okazji 40-lecia TVP2
- D^ Koncert Muzodajnia Gwiazd
- E^ Koncert sylwestrowy
- F^ Gala Viva Comet 2011
- G^ Gala Plotki roku 2011

Notatki
- Z powodu kontuzji Dody nie doszło do dwóch koncertów – 2 maja w Międzyzdrojach i 3 maja w Szczecinie.

## Kontrowersje
Niektóre koncerty z trasy wywołały kontrowersje. Pojawiły się one już przed pierwszym koncertem, czego powodem było umiejscowienie – ulica Panny Marii w Toruniu. Kolejny skandal wybuchł przed koncertem w Białymstoku, który odbył się 14 maja 2010 w ramach Juwenalii. Ryszard Nowak z Ogólnopolskiego Komitetu Obrony przed Sektami chciał zaprotestować przed show, gdyż nie chciał, by studenci oglądali wulgarną Dodę po jej kontrowersyjnej wypowiedzi o Biblii.